# イルクーツク旅客駅
イルクーツク旅客駅（イルクーツクりょかくえき、станция Иркутск-Пассажирский）は、ロシア連邦イルクーツク州のイルクーツクにある鉄道駅である。

## 概要
ロシア鉄道東シベリア鉄道支社の拠点駅である。アンガラ川の左岸（西側）に位置する。4度にわたり増改築が繰り返され、総面積は7590m2である。

## 歴史
シベリア鉄道がイルクーツクに到達したのは1898年8月16日のことである。最初の駅舎は1897 - 98年にかけて建設されたが、1906 - 07年に建て替えられ、1936年には更に増築された。1964年には近郊列車用の駅舎が建設され、駅広場も拡大された。
イルクーツク水力発電所の建設後の1965年にジマ - イルクーツク - スリュジャンカ
間が直流3kVで電化されたが、1970 - 80年代にジマ以西およびスリュジャンカ以東が交流25kVで電化されたことから、1995年にはジマ - イルクーツク - スリュジャンカ間も交流25 kVに切り替えられた。

## 長距離列車
- 2016年7月現在

### 通年運行
| 列車番号            | 運行区間                            | 列車番号             | 運行区間                            |
| ------------------- | ----------------------------------- | -------------------- | ----------------------------------- |
| 1（ロシア号）       | ウラジオストク - モスクワ           | 2（ロシア号）        | モスクワ - ウラジオストク           |
| 3                   | 北京 - モスクワ                     | 4                    | モスクワ - 北京                     |
| 5                   | ウランバートル - モスクワ           | 6                    | モスクワ - ウランバートル           |
| 7                   | ウラジオストク - ノヴォシビルスク   | 8                    | ノヴォシビルスク - ウラジオストク   |
| 11                  | チタ - チェリャビンスク             | 12                   | チェリャビンスク - チタ             |
| 19（ボストーク号）  | 北京 - モスクワ                     | 20（ボストーク号）   | モスクワ - 北京                     |
| 43                  | ハバロフスク - モスクワ             | 44                   | モスクワ - ハバロフスク             |
| 57                  | イルクーツク - キスロヴォツク       | 58                   | キスロヴォツク - イルクーツク       |
| 69                  | チタ - モスクワ                     | 70                   | モスクワ - チタ                     |
| 71                  | ウラン・ウデ - セヴェロバイカリスク | 72                   | セヴェロバイカリスク - ウラン・ウデ |
| 77                  | ネリュングリ - ノヴォシビルスク     | 78                   | ノヴォシビルスク - ネリュングリ     |
| 81                  | ウラン・ウデ - モスクワ             | 82                   | モスクワ - ウラン・ウデ             |
| 87                  | イルクーツク - ウスチ＝イリムスク   | 88                   | ウスチ＝イリムスク - イルクーツク   |
| 99                  | ウラジオストク - モスクワ           | 100                  | モスクワ - ウラジオストク           |
| 107                 | ウラジオストク - ノヴォクズネツク   | 108                  | ノヴォクズネツク - ウラジオストク   |
| 133                 | ウラジオストク - ペンザ             | 134                  | ペンザ - ウラジオストク             |
| 321（バルグジン号） | ザバイカリスク - イルクーツク       | 322 （バルグジン号） | イルクーツク - ザバイカリスク       |
| 361                 | ナウシキ - イルクーツク             | 362                  | イルクーツク - ナウシキ             |

### 季節運行
| 列車番号 | 運行区間                | 列車番号 | 運行区間                |
| -------- | ----------------------- | -------- | ----------------------- |
| 205      | イルクーツク - アナパ   | 206      | アナパ - イルクーツク   |
| 241      | イルクーツク - アドレル | 242      | アドレル - イルクーツク |
| 269      | チタ - アドレル         | 270      | アドレル - チタ         |

## 近郊列車
アンガルスク、スリュジャンカ、ジマなどへ向かうエレクトリーチカも発着する。